# Sojuz TM-19
Sojuz TM-19 (Союз ТМ-19) – rosyjska załogowa misja kosmiczna, stanowiąca wyprawę na pokład stacji Mir. 
Malenczenko i Musabajew nigdy przedtem nie lecieli w kosmos. Towarzyszyć im miał weteran Giennadij Striekałow, który miał wrócić na Ziemię z Wiktorem Afanasjewem i Jurijem Usaczowem na pokładzie kapsuły Sojuz TM-18. Wcześniej jednak odwołano jeden z dwóch planowanych startów dostawczego pojazdu Progress i postanowiono, że Sojuz TM-19 dostarczy na pokład stacji część ładunku, który wziąć miał tamten pojazd dostawczy. Aby zmieścić na pokładzie kapsuły ładunek, zrezygnowano z jednego miejsca pasażerskiego - skutkiem był nietypowy skład załogi, bez doświadczonego kosmonauty na pokładzie. 
3 listopada Musabajew, Malenczenko i Merbold opuścili stację na pokładzie Sojuza TM-19, oddalili się na odległość 190 metrów i uruchomili system automatycznego dokowania Kurs, który ponownie połączył kapsułę ze stacją. Test miał związek z trudnościami z dokowaniem, których doświadczyły Sojuz TM-20 i Progres-M 24. 
Kosmonauci wykonali we wrześniu dwa spacery kosmiczne w celu naprawienie uszkodzonej izolacji stacji. Wykonali także pierwsze ręczne dokowanie kapsuły dostawczej Progress.